# South-Twin-Gletscher
Der South-Twin-Gletscher (south twin glacier engl. für „südlicher Zwillingsgletscher“) befindet sich in den Tordrillo Mountains in Alaska (USA). Der Gletschername wurde im Jahr 1927 vom U.S. Geological Survey (USGS) gemeldet.
Der South-Twin-Gletscher ist ein 15,6 km langer Talgletscher im Westen der Tordrillo Mountains. Das Nährgebiet des Gletschers befindet sich 5 km südwestlich des Mount Talachulitna auf einer Höhe von 2400 m. Der South-Twin-Gletscher strömt anfangs in südlicher, später in südwestlicher Richtung. Er nimmt von links insgesamt drei Tributärgletscher auf. Schließlich strömt der dann 1,5 km breite Gletscher noch 7 km in westlicher Richtung und endet auf einer Höhe von etwa 880 m. Der North-Twin-Gletscher verläuft nördlich des South-Twin-Gletschers. Die Gletscherzungen der beiden Gletscher sind etwa 500 m voneinander entfernt. Der South-Twin-Gletscher bildet den Ursprung des Skwentna River.  Ein kleinerer Teil des Schmelzwassers fließt dem südlich verlaufenden Nagishlamina River zu. Dieser mündet in den Chakachamna Lake.
Der South-Twin-Gletscher zieht sich immer weiter zurück und ist im mittleren und unteren Bereich mittlerweile nur noch als Moräne vorhanden.